# Rząd Heinricha Lammascha
Rząd Heinricha Lammascha – ostatni rząd austriacki, rządzący Cesarstwem Austriackim od 27 października do 11 listopada 1918.

## Skład rządu
- premier - Heinrich Lammasch
- rolnictwo – Ernst Silva-Tarouca
- handel – Friedrich von Wieser
- wyznania i oświata – Richard Hampe
- finanse – Josef Redlich
- sprawy wewnętrzne – Edmund Gayer
- sprawiedliwość – Paul Vittorelli
- roboty publiczne – Emil Herimberg
- koleje – Karl Banhans
- sprawy socjalne – Ignaz Seipel
- zdrowie – Iwan Horbaczewski
- obrona krajowa – Friedrich Lehne
- minister bez teki (do spraw Galicji) – Kazimierz Gałecki